# Rujišta
Rujišta es un pueblo ubicado en el municipio de Berane, en Montenegro.

## Demografía
Hasta 2011 la población era de 35 habitantes, conformada por 14 hogares y 25 viviendas.
| 132                                                              | 136 | 157 | 143 | 121 | 61 | 56 | 35 |
| (Fuente: Population statistics of Eastern Europe & former USSR.) |     |     |     |     |    |    |    |

| Etnicidad                                           | Número | Porcentaje |
| --------------------------------------------------- | ------ | ---------- |
| Serbios                                             | 39     | 69,64 %    |
| Montenegrinos                                       | 13     | 23,21 %    |
| Otros                                               | 4      | 7,14 %     |
| Fuente: Republic of Montenegro. Statistical Office. |        |            |